# موتور نورمحمد (چشمه زیارت، دو)
موتور نورمحمد روستایی در دهستان چشمه زیارت بخش مرکزی شهرستان زاهدان استان سیستان و بلوچستان ایران است.

## جمعیت
بر پایه سرشماری عمومی نفوس و مسکن در سال ۱۳۹۵ جمعیت این روستا ۵۸ نفر (۲۵خانوار) بوده‌است.